# Internet Assigned Numbers Authority

Logo der IANA

Die Internet Assigned Numbers Authority (IANA; etwa: Behörde für die zugewiesenen Nummern des Internets) ist eine seit 1988 bestehende Abteilung der ICANN und für die Zuordnung von Nummern und Namen im Internet, insbesondere von IP-Adressen, zuständig. Sie ist eine der ältesten Institutionen im Internet.

## Funktionen
Die IANA dient ähnlich einem Buchhalter bestimmten Registrierungen, ohne sie selbst zu gestalten. Die Buchungen bei der IANA haben den Zweck der Koordination.
Die IANA veröffentlicht den Bestand öffentlicher IP-Adressen jeder einzelnen Regional Internet Registry.
Umgekehrt koordiniert die IANA die Namensauflösung, indem sie Root-Nameserver und Network Information Center registriert und publiziert.
Außerdem registriert die IANA viele in Spezifikationen von Netzwerkprotokollen enthaltene Codes, z. B. die Liste der Portnummern.
Des Weiteren werden die Private Enterprise Numbers (PENs) von der IANA zugeteilt, welche Teil jeder OID des Simple Network Management Protocols sind.

## Geschichte
Ursprünglich war Jonathan Postel die IANA. Steve Crocker beschrieb die Namensgebung später als „hochtrabend und nicht ernst gemeint“ („lofty and tongue in cheek“). Postel übernahm als Student an der University of California at Los Angeles diese Aufgabe und führte sie an der University of Southern California (USC) fort. Offiziell lag die Verantwortung für die IANA bei der DARPA, die einen Vertrag mit der USC zur Finanzierung und Durchführung der IANA abgeschlossen hatte. Mit Auslaufen der Forschungsprojekte der DARPA und der NSF zum Aufbau und Betrieb des Internets entschied die US-Regierung unter Bill Clinton, eine privatrechtliche Organisation mit der Durchführung der IANA-Funktion zu beauftragen. Zu diesem Zweck wurde 1998 die ICANN gegründet. Die Aufsichtsverantwortung wurde von der DARPA an die NTIA übergeben, einer Behörde des United States Department of Commerce.
Die genauen Aufgaben und Organisation der IANA werden seit 2000 durch einen Vertrag zwischen NTIA und ICANN geregelt, der regelmäßig erneuert wird. Zuletzt ist das am 1. Juli 2012 geschehen, als Rod Beckstrom in Istanbul das neue Abkommen unterzeichnete. Beide Parteien haben sich darin auf eine Fortsetzung der IANA um bis zu sieben Jahre verständigt, womit die längste Laufzeit aller bisherigen IANA-Verträge erreicht wurde.

## IP-Adressen
Die IANA verteilte IPv4-Adressen in großen Blöcken (typischerweise der Größe /8 in CIDR-Notation) an die RIRs, die diese dann nach ihren eigenen Regelungen entweder an Local Internet Registrys (LIR) als sogenannter Provider Aggregatable Address Space (PA) oder direkt an Endkunden als Provider Independent Address Space (PI) verteilen.
Die IANA ist auch für die Delegation und Zuweisung von IPv6-Adressen zuständig, hat es sich hier aber insofern leicht gemacht, als sie einfach sehr große Blöcke an die RIRs verteilt und damit auf absehbare Zeit weitere Delegationen unnötig gemacht hat. Der Vorrat an delegierten IPv6-Adressen übersteigt derzeit um ein Mehrfaches die Nachfrage, da IPv6 erst langsam in den Produktivbetrieb geht.